# Mimasyngenes inlineatus
Mimasyngenes inlineatus là một loài bọ cánh cứng trong họ Cerambycidae.